# David Čerkasskij
David Janovič Čerkasskij (in russo Давид Янович Черкасский?, in ucraino Давид Янович Черкаський?, Davyd Janovyč Čerkas'kyj; Špola, 23 agosto 1931 – Kiev, 30 ottobre 2018) è stato un regista e sceneggiatore sovietico di nazionalità ucraina.

## Biografia
David Čerkasskij è nato nel 1931 a Špola nell'Ucraina sovietica. Čerkasskij si è laureato all'Istituto di ingegneria edile di Kiev. Notò che i genitori sovietici prevedevano che l'Unione Sovietica avrebbe partecipato alla guerra e quindi registrarono i loro figli in seguito per ritardarne l'arruolamento nell'esercito. In un'intervista Čerkasskij confermò di essere nato nel 1931. Durante la seconda guerra mondiale, lui e sua madre furono evacuati in un villaggio vicino alla città russa di Čkálov (l'odierna Orenburg).
Dopo la morte di Stalin, Čerkasskij scoprì che la sua famiglia era originaria della piccola città di Špola nell'Ucraina centrale e di avere numerosi parenti negli Stati Uniti. Suo padre era un direttore della tipografia dopo la rivoluzione e in seguito fu attivo come assistente del Commissario del popolo per la giustizia.
Fu sposato con l'animatrice e direttrice dell'animazione Natalya Marchenkova.

## Filmografia parziale
- Ostrov sokrovishch (1988)
- Peter Pan (1988)